# Домжермен
Домжермен (фр. Domgermain) насеље је и општина у североисточној Француској у региону Лорена, у департману Мерт и Мозел која припада префектури Тул.
По подацима из 2011. године у општини је живело 1285 становника, а густина насељености је износила 98,17 становника/km². Општина се простире на површини од 13,09 km². Налази се на средњој надморској висини од 337 метара (максималној 414 m, а минималној 219 m).

## Демографија
| 1962. | 1968. | 1975. | 1982. | 1990. | 1999. | 2011. |
| ----- | ----- | ----- | ----- | ----- | ----- | ----- |
| 718   | 756   | 735   | 912   | 1.002 | 1.084 | 1.285 |

График промене броја становника у току последњих година